# Вероника Земанова
Вероника Земанова (чеш. Veronika Zemanová; рођена 14. априла 1975. у Чешким Будјејовицама) је манекенка и еротски фотомодел. Са 18 година се преселила у Праг и била фотограф од 1993. до 1997. Када јој је 1997. сва опрема била украдена из кола, прешла је на другу страну камере. Њено уметничко име је било Ева, али је грешком објављено њено право име. Сликала се за многе часописе, поред осталог и за Плејбој, и то више пута. Године 2005. снимила је један нижеразредни филм, „Земановаленд“, у којем је мушкарац опседнут манекенком. 